# 久美浜駅
久美浜駅（くみはまえき）は、京都府京丹後市久美浜町にあるWILLER TRAINS（京都丹後鉄道）宮津線の駅である。駅番号はT24。「宮豊線」の愛称区間に含まれている。
全ての定期列車が停車する。2007年（平成19年）3月18日の西日本旅客鉄道（JR西日本）および北近畿タンゴ鉄道のダイヤ改正までは特急の多くが当駅発着となっていたが、以後は豊岡駅発着となっていた（「はしだて」は当駅と豊岡駅の間は快速列車として運転）が、2025年（令和7年）3月15日より、特急「はしだて」が夕日ヶ浦木津温泉駅始発・終着となり、快速列車の区間が夕日ヶ浦木津温泉駅 - 豊岡駅間に変更されたため、当駅に乗り入れる定期特急列車は無くなった。
2014年（平成26年）に京丹後市の「駅の愛称選定委員会」で公募を経て決定した愛称は「龍伝説の里駅」。京都府最西端の駅である。

## 歴史
- 1929年（昭和4年）12月15日：国鉄峰豊線の豊岡駅 - 当駅間の開通に伴い設置される[1]。
- 1932年（昭和7年）8月10日：峰豊線が当駅から丹後木津（現：夕日ヶ浦木津温泉）駅まで延伸し、途中駅となる[1]。また、この延伸により舞鶴（現：西舞鶴）駅 - 豊岡駅間が全通し、同区間が宮津線となる[1]。
- 1975年（昭和50年）3月1日：貨物の取り扱いを廃止[4]。
- 1984年（昭和59年）2月1日：荷物扱い廃止[4]。
- 1987年（昭和62年）4月1日：国鉄分割民営化により、西日本旅客鉄道（JR西日本）の駅となる[1]。
- 1990年（平成2年）4月1日：北近畿タンゴ鉄道への宮津線移管により、同鉄道の駅となる[1]。
- 1991年（平成3年）：駅舎改築[1]。
- 2015年（平成27年）4月1日：WILLER TRAINSへの移管により、京都丹後鉄道宮豊線の駅となる。
- 2025年（令和7年）3月15日：特急「はしだて」が夕日ヶ浦木津温泉駅始発・終着となることから、当駅を発着する定期特急列車が全廃[2][注 1]。

## 駅構造
単式・島式の複合型2面3線のホームを持ち、列車交換や折り返しが可能な地上駅である。単式の3番のりば側に設けられた駅舎は、1868年（明治元年）に設置され1871年（明治3年）まで存在した久美浜県の県庁舎外観をモチーフとした和風建築の意匠で、「メモリアルゲート久美浜」の愛称が付与されている。島式の1・2番のりばへは跨線橋で連絡している。
丹鉄に15駅ある有人駅のひとつだが、駅業務は民間に簡易委託されており、駅舎内には観光案内所及びカフェが設置 されているほか、日曜の朝には駅舎内で朝市を実施している。なお、早朝および夜間は営業していない。
駅では久美浜町観光総合案内所が運営するレンタサイクル「京丹後市久美浜湾一周（くみいち）レンタサイクル」がある。

### のりば
| のりば | 路線    | 方向 | 行先                   | 備考                    |
| ------ | ------- | ---- | ---------------------- | ----------------------- |
| 1・2   | ■宮豊線 | 下り | 豊岡方面               | 1番のりばは一部列車のみ |
| 3      | ■宮豊線 | 上り | 網野・天橋立・宮津方面 |                         |

※上記の路線名は旅客案内上の名称（愛称）が使用されている。
付記事項
- かつては駅舎側のホーム（現在の3番のりば）を1番のりばと扱い、島式ホーム（現在の1・2番のりば）は3・2番のりばとなっていたが、WILLER TRAINSへの移管以降に下り線側（駅舎反対側）からの付番に改められ、現在の付番となった。
- 3番のりばが上り本線、2番のりばが下り本線、1番のりばが上下副本線である。1番のりばは1日1本のみ豊岡行きの普通が使用する。

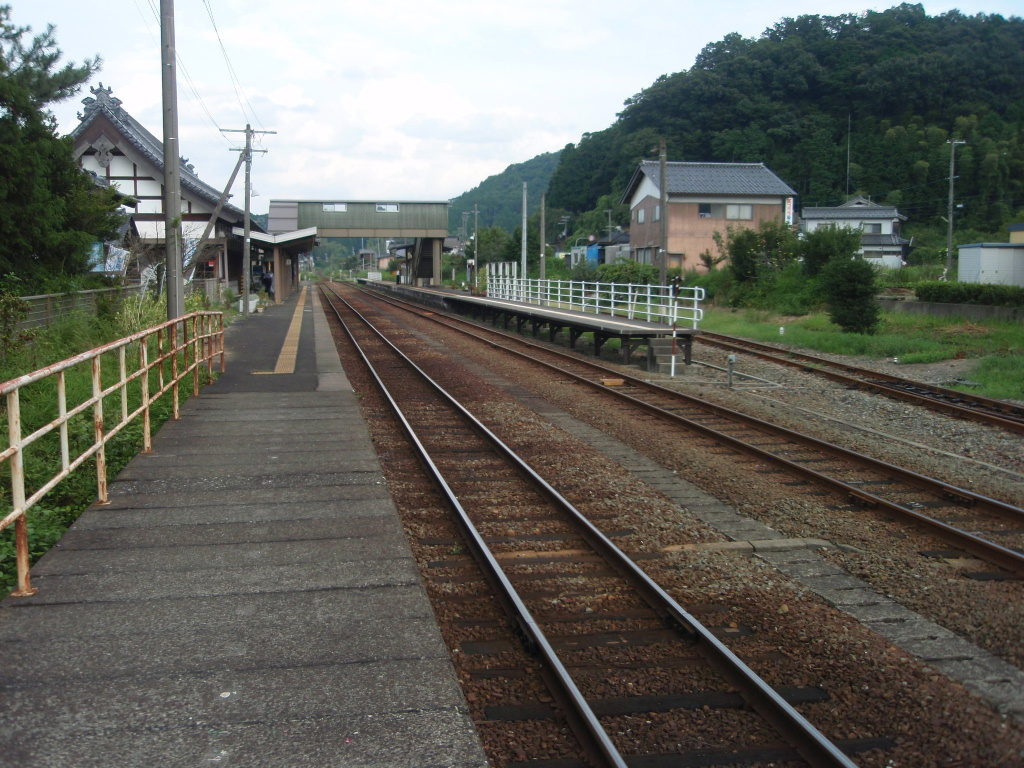
ホーム （2010年8月）

- ホーム
（2010年8月）

## 利用状況
近年の1日の平均乗車人員は以下の通りである。
当駅から京都駅（山陰本線経由）までは宮津駅経由の直通列車が設定されているが、キロ数は豊岡駅経由のほうがわずかに下回る。
| 乗車人員推移 | 乗車人員推移 |
| 年度         | 1日平均人数  |
| ------------ | ------------ |
| 1999         | 145          |
| 2000         | 151          |
| 2001         | 142          |
| 2002         | 132          |
| 2003         | 123          |
| 2004         | 129          |
| 2005         | 123          |
| 2006         | 125          |
| 2007         | 128          |
| 2008         | 116          |
| 2009         | 115          |
| 2010         | 108          |
| 2011         | 109          |
| 2012         | 119          |
| 2013         | 114          |
| 2014         | 101          |
| 2015         | 109          |
| 2016         | 88           |
| 2017         | 94           |
| 2018         | 85           |
| 2019         | 77           |

## 駅周辺
- 京丹後市役所久美浜庁舎
- 旧久美浜町役場 - 建物内に豆腐カフェ「もりのさんぽみち」が入っている。
- 久美の浜温泉郷
- 久美浜シーサイド温泉
- 豪商 稲葉本家 - 登録有形文化財。
- 京丹後市立久美浜小学校
- 京丹後市立久美浜中学校
- にしがき久美浜店
- 久美浜郵便局
- 久美浜公園
- 京都銀行久美浜支店
- 京都北都信用金庫久美浜支店
- ボートレースチケットショップ ミニボートピア京丹後
- 国道178号
- 京都府道・兵庫県道122号久美浜気比線
- 京都府道670号久美浜停車場線
- 久美浜湾
  - 久美浜湾カヌーセンター

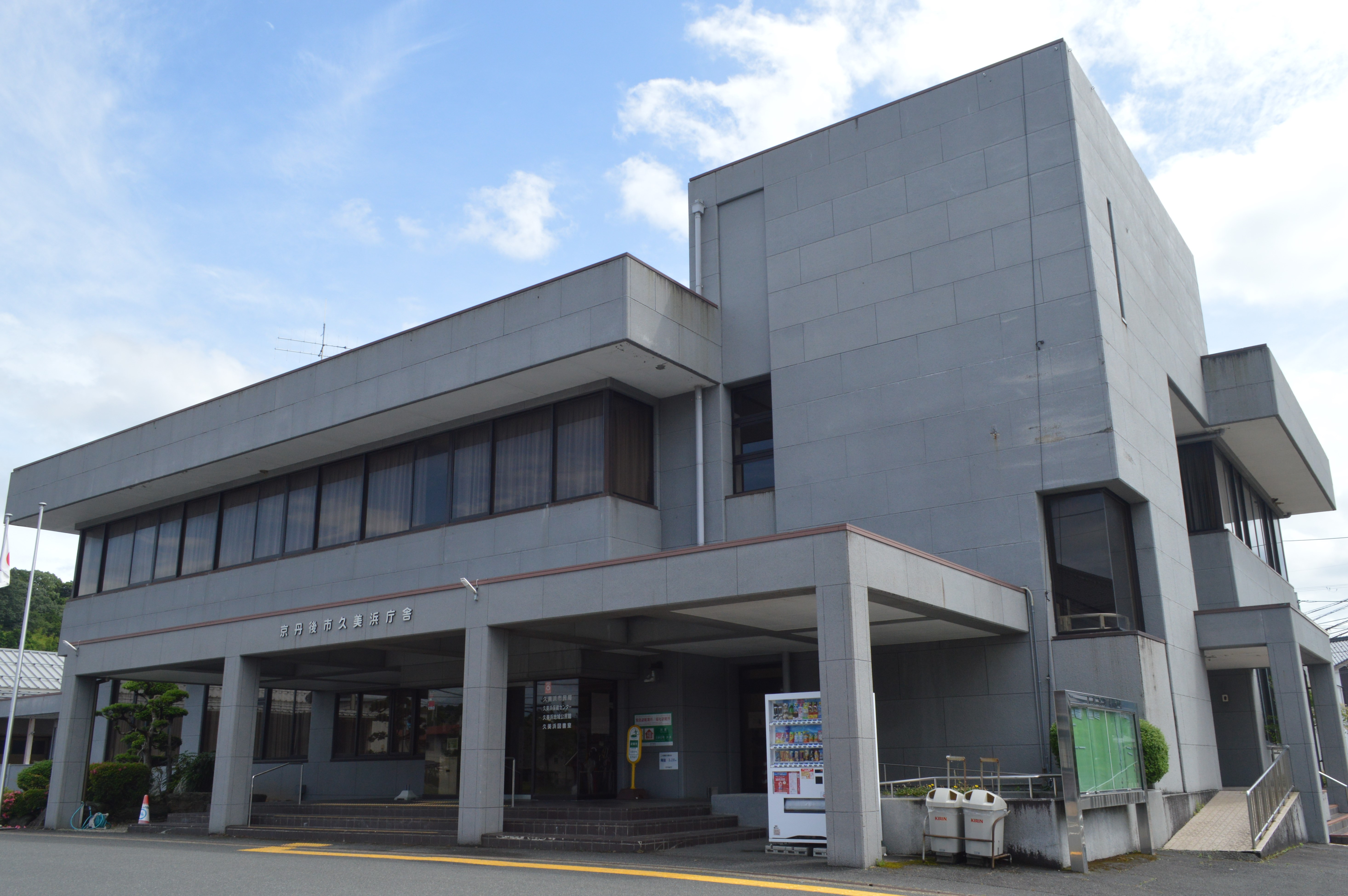
京丹後市久美浜庁舎
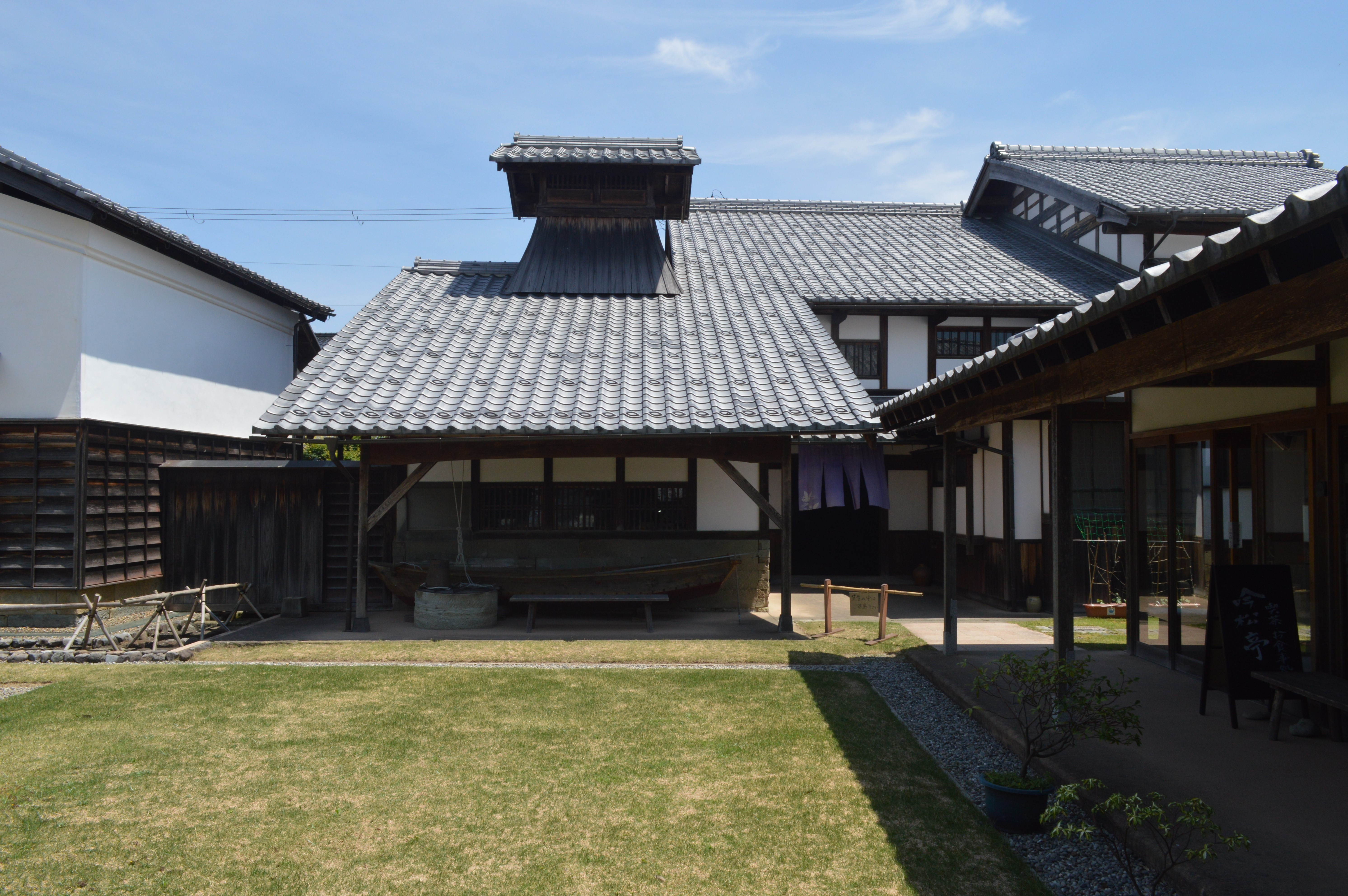
豪商 稲葉本家

## バス路線
駅前に「久美浜駅」停留所があり、下記の各事業者の路線が発着する。
- 丹後海陸交通
  - 峰山駅・マイン前方面行き
- 京丹後市営バス
  - 地域路線。詳細は京丹後市公式サイトの「市営バス久美浜路線」を参照[11]。

2015年（平成27年）は久美浜湾周遊観光バス（箱庭周遊バス）の臨時運行（期間限定路線。土曜・日曜・祝日のみ）もあった。

## 隣の駅
WILLER TRAINS（京都丹後鉄道）
■宮豊線（宮津線）
快速（特急「はしだて」直通）
夕日ヶ浦木津温泉駅（T21）- 久美浜駅（T24） - 豊岡駅（T26）
快速
小天橋駅（T22）- 久美浜駅（T24） - 豊岡駅（T26）
普通
かぶと山駅（T23）- 久美浜駅（T24） - コウノトリの郷駅 （T25）